# Тарасов Володимир Володимирович
Володимир Володимирович Тарасов (нар. 25 лютого 1951, м. Бахмач, Чернігівська область) — колишній народний депутат України.

## З життєпису
Народився 25 лютого 1951 (м. Бахмач, Чернігівська область); росіянин; дружина Олена Анатоліївна (1955) — учитель, логопед, заступник головного редактора газети СПУ «Товариш»; дочка Марія (1975) — лікар; син Володимир (1977).

### Освіта
Закінчив Вінницький політехнічний інститут за спеціальністю радіоінженер.

## Політична діяльність
Вересень 2007 — кандидат в народні депутати України від СПУ, № 36 в списку. На час виборів: народний депутат України, член СПУ.
Народний депутат України 5-го скликання з квітня 2006 до листопада 2007 від СПУ, № 27 в списку. На час виборів: помічник-консультант народного депутата України, член СПУ. Член фракції СПУ (з квітня 2006). Голова підкомітету з питань цивільного законодавства Комітету з питань правової політики (з липня 2006).
- 1968–1969 — робітник зв'язку на залізниці.
- З 1969 — на Хмельницькому ВО «Новатор», 1990–1991 — секретар парткому ВО «Новатор».
- Працював начальником відділу Хмельницького радіотехнічного заводу.
- З травня 2002 — помічник-консультант народного депутата України.

Член СПУ (з жовтня 1991), був першим секретарем Хмельницького міськкому СПУ, другим секретарем Хмельницького обкому СПУ, заступником голови ЦКК СПУ.
Голова Центральної контрольної комісії СПУ (грудень 1996 — травень 2000), член Політради СПУ (з травня 2000); член Політвиконкому СПУ; завідувач відділу виборчих кампаній Політради СПУ — секретар Центрвиборчкому СПУ; перший секретар Харківського обкому СПУ (з січня 2004).
Уповноважена особа СПУ в багатомандатному виборчому окрузі (2002).
Член НСЖУ (з 1996).
Захоплення: художня література.